# Jan Tinbergen College
Het Jan Tinbergen College is een openbare scholengemeenschap voor vwo, havo en mavo in Roosendaal. De school heeft ongeveer 1500 leerlingen, en is vernoemd naar de eerste Nederlandse Nobelprijswinnaar voor de Economie Jan Tinbergen. Het bestuur is in handen van de Stichting Openbaar Voortgezet Onderwijs Roosendaal (SOVOR).

## Geschiedenis
De school werd opgericht rond 1861 als een gemeentelijke openbare school voor leerlingen van 6 tot 16 jaar (een jongens- en meisjesschool). De school werd toen gevestigd aan de Vughtstraat.
In 1906 trok de school in een nieuw gebouw aan de Nieuwstraat. In 1955 werd de school gesplitst in een Openbare Lagere School en een Openbare MULO (later mavo).
In 1974 trok de mavo in een nieuw gebouw aan de Bovendonk 1 in Roosendaal. De school werd bij die gelegenheid omgedoopt tot de Roosenborch.
In 1994 werden een vwo- en havo-afdeling opgericht. De school kreeg de nieuwe naam, Jan Tinbergen College. In 1999 werd gestart met het tweetalig vwo.

### Gebouwen

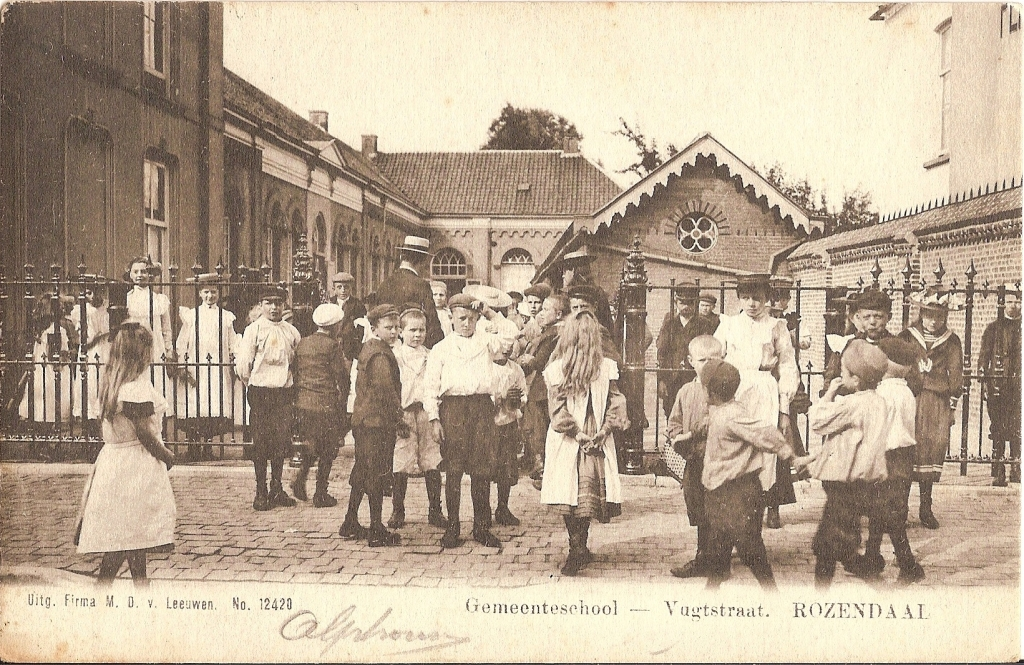
Het eerste schoolgebouw van de Gemeentelijke School in de Vughtstraat.

Het Jan Tinbergen en voorgangers zijn gevestigd geweest op de volgende locaties:
- 1861-1906 Vughtstraat, Roosendaal
- 1906-1974 Nieuwstraat, Roosendaal
- 1974-2012 Bovendonk, Roosendaal
- 2004-2020 dependance Azaleastraat, Roosendaal
- 2012-heden Burgemeester Schneiderlaan, Roosendaal

## Onderwijs
Het Jan Tinbergen College startte als eerste in West-Brabant met tweetalig onderwijs en vervult regionaal een voortrekkersrol op het gebied van onderwijsinnovatie. De onderwijsvormen die het Jan Tinbergen College aanbiedt zijn:
- vwo
  - Tweetalig vwo
  - Atheneum
- havo
- mavo (vmbo-t)

Binnen het tweetalig vwo-pakket ligt de nadruk legt op verdieping en competitie. De leerling neemt deel aan nationale en internationale wedstrijden (Tech-Challenge, Beta-Olympiades, Wiskunde Kangoeroe) en heeft de mogelijkheid om DELF- (Frans) Goethe- (Duits) en Anglia-certificaten (Engels) te verwerven. Bij voltooiing van de opleiding krijgen de leerlingen daarnaast een International Baccalaureate. 
Binnen het havo- en vwo-onderwijs is er de mogelijkheid om de aanvulling Jtech (Heet nu O&O) in het curriculum op te nemen. Jtech focust zich op verdieping bij de techniek en beta-vakken met een duidelijke nadruk op projectmatig en competentiegericht werken en is beschikbaar als aanvullend programma voor vwo- en havo-leerlingen. Voor mavo is er sinds kort ook de optie mavo to-do te doen. Mavo to-do is net zoals Jtech een verdieping bij de techniek en beta-vakken, maar dan voor mavo. 
Daarnaast biedt de school  Sportklassen en Kunst- en Cultuurklassen waarbij ruimte is voor extra ontplooiing op cultureel of sportief gebied.